# Torano Castello
Torano Castello is een gemeente in de Italiaanse provincie Cosenza (regio Calabrië) en telt 4889 inwoners (31-12-2004). De oppervlakte bedraagt 30,0 km², de bevolkingsdichtheid is 164 inwoners per km².

## Demografie
Torano Castello telt ongeveer 1706 huishoudens. Het aantal inwoners steeg in de periode 1991-2001 met 3,3% volgens cijfers uit de tienjaarlijkse volkstellingen van ISTAT.
| Jaar | Inwoneraantal |
| ---- | ------------- |
| 1991 | 4757          |
| 2001 | 4915          |

## Geografie
De gemeente ligt op ongeveer 370 m boven zeeniveau.
Torano Castello grenst aan de volgende gemeenten: Bisignano, Cerzeto, Lattarico, San Martino di Finita.